# فارتان ملكيان
فارتان ملكيان (بالإنجليزية: Vartan Malakian)‏ و (بالأرمنية: Վարդան Մալաքյան) هو موسيقي ورسام أمريكي عراقي من أصل أرمني ولد في يوم 14 فبراير 1947 في مدينة الموصل في العراق. ملكيان هو أحد مؤسسي فرقة سيستم أوف أ داون وفرقة سكارس أون برودواي وهو أيضاً والد موسيقي الهيفي ميتال الشهير دارون ملكيان.